# Carl von Donop
Carl Emil Kurt von Donop (ur. 1 stycznia 1732  – zm. 25 października 1777) – heski pułkownik, który zginął walcząc przeciw kolonistom amerykańskim po stronie Brytyjczyków.
Pochodził z wpływowego rodu arystokracji heskiej. miał kontakty z dworami państw niemieckich. Został w młodym wieku szefem straży przybocznej landgrafa Księstwa Hesja-Kassel. 
Gdy rozpoczęła się rewolucja amerykański, poprosił o zwolnienie by mógł w niej walczyć. Landgraf Fryderyk II Heski udzielił zgody i mianował go dowódca prestiżowego i elitarnego korpusu strzelców (Jäger).
Znany był z tego, że nie brał jeńców, lecz starał się eliminować całkowicie oddziały wroga. Budził postrach wśród kolonistów.
Na amerykańską ziemię w Long Island wszedł 22 sierpnia 1776 roku. Odznaczył się w bitwie na wzgórzach Haarlemu (Harlem Heights).
W drugiej połowie 1776 roku był najstarszym rangą oficerem wojsk inwazyjnych w południowym New Jersey. Dowodził garnizonami w  Trenton, Burlington, i Bordentown, które składały się z kilku heskich batalionów i korpusu strzelców. Bezpośrednio pod jego dowództwem był Pułk Muszkieterów von Donop.
Gdy toczyła się bitwa pod Trenton, obozował w Bordentown. Jego dowódcą zwierzchnim był brytyjski generał James Grant. Donop proponował by płk. Johann Rall obwarował się w Trenton, lecz Grant przekonał naczelnego wodza (William Howe) by powierzył Rallowi dowództwo na polu bitwy. Donop nie widział sensu w pomocy Rallowi, którego zaatakowali i rozbili.
Gdy Howe zajął Filadelfię w 1777, a Royal Navy atakowała Fort Mifflin, ambitny von Donop zgłosił się na ochotnika do zdobywania innej warowni Fort Mercer na "Czerwonym Wybrzeżu" (Red Bank w New Jersey). Generał William Howe zgodził się i dał Donopowi 2000 Hesów, z którymi Donop przekroczył rzekę Delaware 22 października 1777. Tego dnia po południu Carl von Donop otoczył twierdzę i zażądał by generał Nathaniel Greene się poddał. Gdy Amerykanin odmówił, Donop zaatakował ją, lecz stracił w ataku 400 ludzi. Sam został ciężko ranny. Zmarł w 3 dni potem 25 października 1777 roku. Biwa znana jest dziś jako battle of Red Bank.